# Les Rivaux du rail
Pour plus de détails, voir Fiche technique et Distribution.
Les Rivaux du rail (Denver and Rio Grande) est un film américain réalisé par Byron Haskin, sorti en 1952.

## Synopsis
À la fin du XIXe siècle, le chemin de fer américain a encore quelques beaux défis à relever. Des terrains naturels doivent être domptés pour que toutes les villes soient reliées entre elles. Cañon City & San Juan Railroad et Denver and Rio Grande Western Railroad sont deux compagnies de chemins de fer rivales qui s'affrontent sur le site des gorges du Colorado. La lutte est farouche et les hommes qui en sont les principaux acteurs, déterminés. Chacun rivalise avec ingéniosité pour arriver à ses fins. Quand deux membres de chaque concession se disputent parce que l'une envahit le terrain de l'autre, un homme est tué par accident dans la bagarre. Celui qui était initialement visé se sent alors coupable et décide donc de démissionner.

## Fiche technique
- Titre original : Denver and Rio Grande
- Titre français : Les Rivaux du rail
- Réalisation : Byron Haskin
- Scénario : Frank Gruber
- Photographie : Ray Rennahan
- Musique : Paul Sawtell
- Pays d'origine : États-Unis
- Format : Couleurs - 1,37:1 - Mono
- Genre : western
- Date de sortie : 1952

## Distribution
- Edmond O'Brien : Jim Vesser
- Sterling Hayden : McCabe
- Dean Jagger : William J. Palmer
- Kasey Rogers : Linda Prescott
- Lyle Bettger : Johnny Buff
- J. Carrol Naish : Gil Harkness
- Zasu Pitts : Jane Dwyer
- Tom Powers : Sloan
- Robert Barrat : Charlie Haskins
- Paul Fix : Moynihan
- Don Haggerty : Bob Nelson

Acteurs non crédités
- Bob Burns : Cheminot
- Lester Dorr : Dealer
- George Magrill : Cheminot
- Merrill McCormick : Mac